# Elżbieta Farnese
Elżbieta Farnese, wł. Elisabetta Farnese, hiszp. Isabel de Farnesio (ur. 25 października 1692, zm. 11 lipca 1766) – księżniczka Parmy, królowa Hiszpanii jako druga żona Filipa V Burbona. 
Urodziła się w Palazzo della Pilotta jako jedyna córka Doroty Zofii von Pfalz-Neuburg (córki Filipa Wilhelma, elektora Palatynatu Reńskiego) i Edwarda II Farnesego (syna Ranuccio II Farnese, księcia Parmy). Jej młodszym bratem był Alessandro Ignazio, który żył tylko dwa lata. Elżbieta zostałaby dziedziczką Parmy, gdyby jej brat i wuj zmarli bezpotomnie. Została starannie wyedukowana i znana była z powodu swojej ambicji oraz dominującego charakteru.

## Królowa Hiszpanii
24 grudnia 1714 w Parmie Elżbieta poślubiła per procura owdowiałego króla Filipa V. Małżeństwo zaaranżowali kardynał i hiszpański polityk Giulio Alberoni oraz Maria Anna de La Trémoille, księżniczka des Ursins, nazywana Camarera Mayor, przyjaciółka Markizy de Maintenon. 
Elżbieta szybko zdominowała pogrążonego w depresji Filipa V. Chciała aby Hiszpania odzyskała swoje dawne ziemie we Włoszech i w tym celu sprzymierzyła się z Alberonim. Wojska hiszpańskie opanowały Sardynię i Sycylię, ale w 1720 Trójprzymierze doprowadziło do wygnania Alberoniego. Elżbiecie nie udało się również zapobiec abdykacji męża. W 1724, Filip V abdykował na korzyść swojego syna z pierwszego małżeństwa, a sam osiadł w Pałacu Królewskim w La Granja de San Ildefonso. Pasierb Elżbiety zmarł 7 miesięcy później, Filip V odzyskał tron, ale rządy sprawowała już nieoficjalnie Elżbieta i to ona zdobyła trony we Włoszech dla swoich synów.

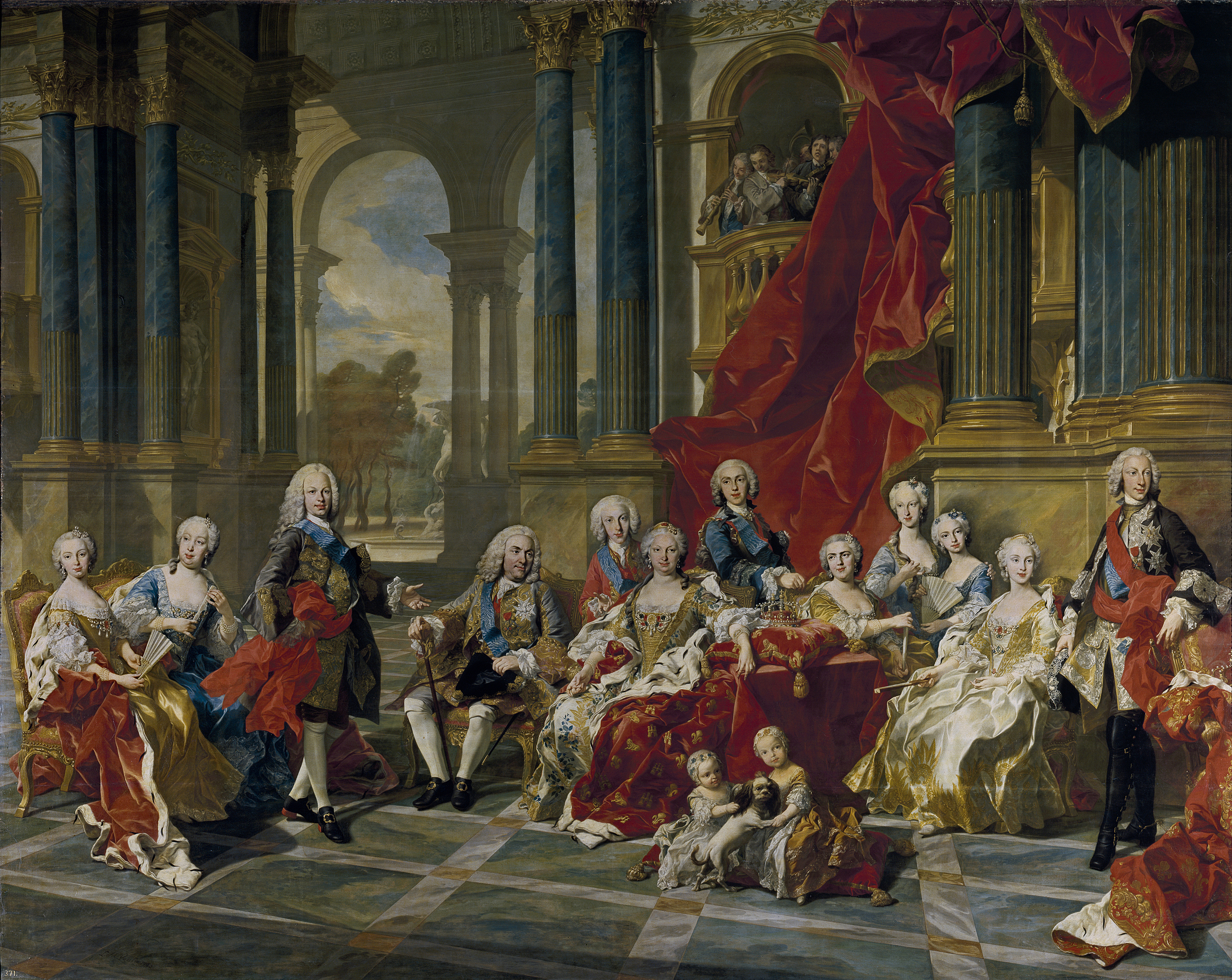
Rodzina Filipa V pędzla Van Loo; Filip V, Elżbieta, ich potomstwo i krewni

W 1731 traktat wiedeński przyznał tytuł księcia Parmy jej najstarszemu synowi - Karolowi, a w 1738 na mocy kolejnego traktatu wiedeńskiego Karol otrzymał tytuł króla Sycylii. W 1748 księstwo Parmy przypadło młodszemu synowi Elżbiety - Filipowi. Elżbieta zadbała również, aby wszystkie jej dzieci zawarły związki małżeńskie z członkami znaczących dynastii europejskich:
- Karol (1716–1788), książę Parmy, następnie król Sycylii, następnie król Hiszpanii. Jego żoną była Maria Amalia Wettyn, księżniczka polska, doczekał się z nią 13 dzieci.
- Marianna Wiktoria (1718–1781), zaręczona z Ludwikiem XV, królem Francji, została żoną Józefa I, króla Portugalii. W 1774 została regentką Portugalii. Jej córka Maria I została pierwszą samodzielnie rządząca królową Portugalii.
- Franciszek (1717–1717)
- Filip (1720–1765), książę Parmy, mąż Ludwiki Elżbiety Burbon, córki Ludwika XV, księżniczki francuskiej. Założył linii Bourbon-Parma.
- Maria Teresa (1726–1746), żona Ludwika Ferdynanda Burbona, syna Ludwika XV, delfina francuskiego.
- Ludwik Antoni (1727–1785), arcybiskup Toledo, prymas Hiszpanii, od 1735 kardynał. W 1754 zrzekł się godności kościelnych i został księciem Chinchón. W 1776 poślubił Maríę Teresę de Vallabriga y de Rozas i przejął jej tytuły.
- Maria Antonietta (1729–1785), żona Wiktora Amadeusza III, króla Sardynii. Jej syn Karol Emanuel IV ożenił się z Marią Klotyldą Burbon, księżniczką francuską, córką Ludwika Ferdynanda.